# 论人民民主专政

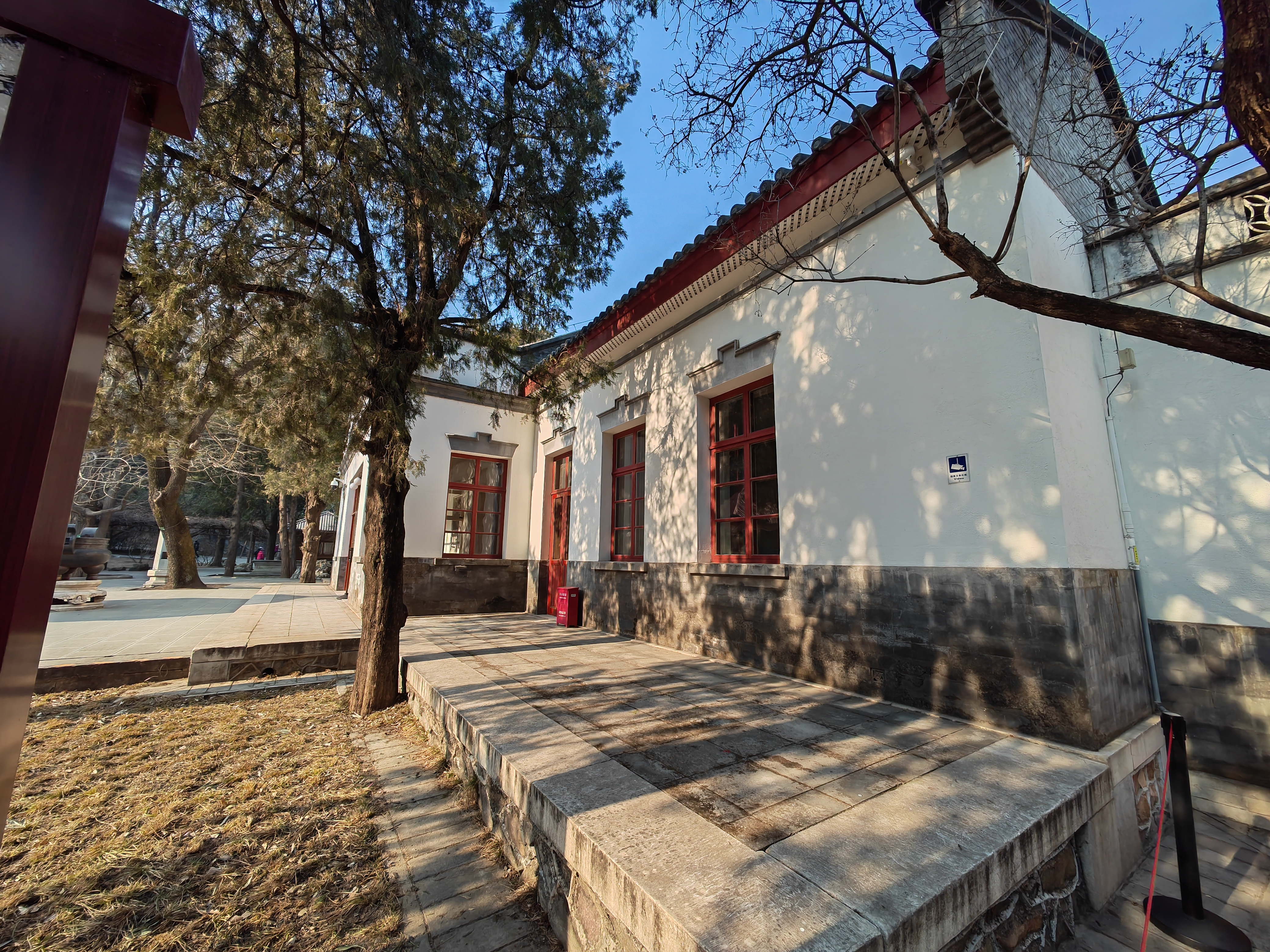
《论人民民主专政》的写作地——双清别墅

《论人民民主专政》是1949年6月30日毛泽东为纪念中国共产党成立28周年撰写的论文。
这篇文章被收入毛泽东选集第四卷。